# Constantijn en Helenakerk
De Constantijn en Helenakerk of Kerk van de Heilige Constantijn en Helena (Russisch: Церковь святых Константина и Елены) was een Russisch-orthodoxe Kerk die stond binnen de muren van het Kremlin van Moskou in de meest zuidoostelijke hoek. De kerk was de eerste van een reeks kerkelijke gebouwen in het Kremlin die op last van de bolsjewieken werden afgebroken.

## Geschiedenis
In de kronieken wordt de Constantijn en Helenakerk voor het eerst vermeld bij een stadsbrand. In 1651 werd de houten kerk vervangen door een stenen gebouw. Aan de kerk werd sedertdien weinig veranderd. In het jaar 1756 werd voor de kerk een nieuwe iconostase gemaakt. Franse troepen beschadigen in 1812 de kerk ernstig. Besloten werd om de kerk te herbouwen, maar het duurde tot 1837 vooraleer de kerk door de Metropoliet Filaret werd gewijd.

## Sluiting
In 1918 bepaalde het Presidium van het Centraal Uitvoerend Comité bij resolutie dat een groot aantal religieuze gebouwen binnen de muren van het Kremlin diende te worden vernietigd. Als eerste in de rij van een groot aantal religieuze monumenten werd de Kerk van de Heilige Constantijn en Helena gesloopt. De vrijgekomen grond zou voor een lange periode onbebouwd blijven.